# Stadio Giorgio Ascarelli
Das Stadio Giorgio Ascarelli (auch als Stadio Partenopeo bekannt) war ein Fußballstadion in der italienischen Stadt Neapel in der gleichnamigen Provinz der Region Kampanien. Von 1930 bis 1942 trug die AC Neapel (ab 1964: SSC Neapel) im Stadion seine Heimspiele aus. Es war eines von acht Stadien der Fußball-Weltmeisterschaft 1934.

## Geschichte
Im Jahr 1929 finanzierte der erste Präsident der AC Neapel, Giorgio Ascarelli, einem Textilfabrikanten aus Neapel, den Bau eines neuen Stadions für den Verein im Bezirk Rione Luzzatti in der Nähe des Bahnhofes Napoli Centrale. Mit dem Entwurf der Sportstätte wurde der Architekt Amedeo D’Albora betraut. Nach dem Beginn der Arbeiten im August 1929 konnte schon im Februar 1930 die Fertigstellung gefeiert werden. Zu Beginn hatte das Stadion Plätze für 20.000 Besucher und trug den Namen Stadio Vesuvio. Das erste Spiel bestritten am 16. Februar 1930 die Hausherren des AC gegen die US Triestina. Die offizielle Eröffnung fand eine Woche später am 23. Februar mit einem Spiel gegen Juventus Turin (2:2) statt. Nur wenige Tage nach der Eröffnung verstarb Giorgio Ascarelli am 12. März mit nur 36 Jahren. In Gedenken erhielt die Spielstätte den Namen Stadio Giorgio Ascarelli.
Im Jahr 1934 ging das Stadion in den Besitz der Stadt über und wurde von den faschistischen Machthabern in Stadio Partenopeo umbenannt, da Namensgeber Giorgio Ascarelli jüdischer Abstammung war. Für die Fußball-Weltmeisterschaft 1934 wurde die Holztribünen abgerissen und durch Betonränge ersetzt. Die Stadion fasste nach dem Umbau 40.000 Zuschauer. Neben einem Achtelfinale fand das Spiel um den dritten Platz im Stadion von Neapel statt. 1937 machte man einen Versuch und gewährte Frauen freien Eintritt in das Stadion. Während des Zweiten Weltkrieges zerstörten 1942 Luftangriffe der Alliierten das Stadion. Heute stehen auf dem Grund der Anlage Wohnsiedlungen mit Häuserblöcken; der Bezirk der Stadt trägt den Namen Rione Ascarelli. Die AC Neapel konnte den Spielbetrieb im Januar 1945 in einer provisorischen Spielstätte im botanischen Garten Orto Botanico di Napoli mit einem Spiel gegen Frattese (2:2) fortsetzen.

## Fußball-Weltmeisterschaft 1934

### Achtelfinale
- 27. Mai 1934:  Ungarn –  Ägypten 4:2 (2:1)

### Spiel um Platz 3
- 07. Juni 1934:  Deutsches Reich –  Österreich 3:2 (3:1)